# Armonía Somers
Armonía Somers (Pseudonym von Armonía Liropeya Etchepare Locino) (* 7. Oktober 1914 in Pando, Uruguay; † 1. März 1994 in Montevideo) war eine uruguayische Schriftstellerin.

## Leben

### Vorbemerkung
Um die Lebensdaten der uruguayischen Autorin kursieren, nicht zuletzt wegen ihrer eigenen Verschleierungstaktik, diverse Gerüchte. So reichen die Angaben um ihr Geburtsdatum in den Literaturgeschichten und Lexika von 1914 bis 1930. Auch das selbst gewählte Pseudonym „Armonía Somers“ sollte dazu beitragen, ihre Identität als Verfasserin eines erotischen Romans (La mujer desnuda, 1950) vor der Öffentlichkeit in Montevideo geheim zu halten, für die das kleine Bändchen einen handfesten Skandal darstellte und die es daher einem männlichen Autor bzw. einer literarischen Avantgardegruppe zuschrieb. In Wirklichkeit führte Armonía Etchepare ein recht unscheinbares bürgerliches Dasein.

### Biographie
Geboren in der uruguayischen Provinz als älteste Tochter des anarchistischen Geschäftsmannes, Pedro Etchepare, und der tief katholischen Mutter María Judith Locino, wurde sie als einziges Mädchen in die Privatschule eines spanischen Lehrers aufgenommen. 1927 schloss Armonía ihre Grundschulausbildung ab und begann an der Lehrerinnenbildungsanstalt in Montevideo zu studieren, damals eine der wenigen Möglichkeiten für Frauen, einen weiterführenden Bildungsgang zu absolvieren. 1933 erhielt sie ihr Abschlussdiplom, mit dem ihre erste Karriere als Pädagogin und Erziehungswissenschaftlerin begann. Ein Jahr später nahm sie ihre Unterrichtstätigkeit auf, die sie durch verschiedene Schulen aller sozialen Milieus führte. Nicht zuletzt aufgrund dieser Erfahrungen hat sich die Autorin in ihrer 'offiziellen' Identität später in ihren Fachpublikationen mit Problemen wie der Jugendkriminalität auseinandergesetzt. Denn neben dem enfant terrible Armonía Somers gab es lange Zeit parallel die bürgerliche Existenz der Armonía Etchepare, die als anerkannte Lehrerin und Wissenschaftlerin wirkte. Im Veröffentlichungsjahr von La mujer desnuda, 1950, wurde sie als Delegierte der Biblioteca y Museo Pedagógico del Uruguay zum Interamerikanischen Seminar über Grundschulerziehung zur Organisation der Amerikanischen Staaten OAS und der UNESCO entsandt, einige Jahre darauf zur stellvertretenden Direktorin des Museums ernannt.
1971, im Alter von 57 Jahren, ließ sie sich in den Ruhestand versetzen und widmete sich seither nur mehr ihrer schriftstellerischen Tätigkeit. Ob die langen Pausen, die bis dahin immer wieder zwischen den Veröffentlichungen ihrer literarischen Werke verstreichen, auf diese Doppelbelastung oder andere, emotionale Faktoren zurückzuführen sind, weiß man bis heute nicht. Nach ihrem stürmischen Debüt hatte Somers bald für den nächsten Skandal gesorgt, mit der ebenfalls Anstoß erregenden Titelgeschichte ihres Erzählbandes El derrumbamiento (1953; Der Zusammenbruch), in der sie symbolisch die alte Ordnung von Bigotterie, Puritanismus und Rassismus zusammenbrechen ließ. Als sie das Manuskript in die Druckerei brachte, lernte sie dort deren Direktor Rodolfo Henestrosa, kennen, den sie zwei Jahre später heiratete. Trotz der allgemeinen Empörung, die die Geschichte einer Marienstatue hervorrief, die von einem schwarzen Kleinkriminellen aus ihrer erstarrten Jungfernschaft erlöst wird, erhielt der Band noch im selben Jahr einen wichtigen Literaturpreis. Die meisten Kritiker fanden aber zur damaligen Zeit eines engagierten sozialen Realismus keinen Zugang zu dieser hermetischen, ins Phantastische tendierenden Literatur und kaprizierten sich auf vermeintliche formale Schwachstellen (die sich heute vielleicht als Symptome einer nicht-hierarchisierenden, frei schwebenden weiblichen Schreibweise lesen lassen würden).
Die 1960er Jahre wurden für Armonía Somers ein Jahrzehnt des Reisens in offiziellen Missionen (Frankreich, England, Deutschland, Spanien). 1965, im Erscheinungsjahr ihres zweiten Romans De miedo en miedo (Von Angst in Angst), bezog Somers ein Ferienhaus am Strand in der Nähe von Montevideo, das später legendäre 'Somersville'; die übrige Zeit verbrachte sie zurückgezogen in der ebenfalls mythenumwobenen Wohnung im 16. Stock eines Hochhauses in Montevideo. Aus dieser freiwilligen Einsiedelei kam sie nur wenige Male anlässlich öffentlicher Auftritte hervor. 1969 veröffentlichte sie einen weiteren Kurzroman, Un retrato para Dickens (Ein Bildnis für Dickens), für den sie den Literaturpreis Premio Intendencia Municipal de Montevideo erhielt. Doch Ende des Jahres erkrankte sie an einem rätselhaften lebensgefährlichen Leiden, dem Chylothorax, einer Ansammlung von Lymphflüssigkeit im Brustraum; die langsam Genesende war körperlich und seelisch erschöpft und konnte zunächst ihr literarisches Schaffen nicht wieder aufnehmen, bis sie diese traumatische Erfahrung in ihrem Monumentalroman Sólo los elefantes encuentran mandrágora (1986; Nur Elefanten finden Alraun) verarbeitete.
In den 1970er Jahren begann die internationale Rezeption des Werkes von Armonía Somers, das nun häufig in eine Linie mit Werken des Comte de Lautréamont gestellt wurde, der ebenfalls in Uruguay lebte. Übersetzungen ins Englische, Französische und Deutsche erfolgten, und 1978 gab sie einen Erzählband unter dem Titel Muerte por alacrán (Tod durch Skorpion) heraus, in dem sie bereits erschienene Kurzgeschichten mit neuen kombinierte; über diese Sammlung äußerten sich nun auch die etablierten Literaturkritiker begeistert. 1982 machte ihr Ehemann Rodolfo Henestrosa, kurz vor seinem Tod ein 'Abschiedsgeschenk' in Form eines kleinen Büchleins, Tríptico Darwiniano (Darwinscher Triptychon), von dem er zu Weihnachten 300 Exemplare drucken ließ; zwei Tage vor seinem Tod überreichte er es ihr. Ein berührendes Zusammentreffen mit einem jungen Mann, der auf einem Friedhof seine Mutter beweinte, löste 1984 die Niederschrift von Viaje al corazón del día (Reise ins Herz des Tages) aus, einer historisch-romantischen Liebesgeschichte, die in der Zeit des preußisch-französischen Krieges von 1870 spielte. 1986 wurde ihr eine große Ehrung mit Vorträgen renommierter in- und ausländischer Forscher in der Nationalbibliothek von Montevideo zuteil – einer ihrer letzten Auftritte in der Öffentlichkeit. 1988 erschien die von der Autorin selbst zusammengestellte Anthologie La rebelión de la flor (Aufstand der Blume); darin erzählte Somers auch einiges über die realen Hintergründe diverser Erzählungen. Im März 1994 starb sie fast achtzigjährig in Montevideo. Nun tatsächlich posthumes Vermächtnis wird das kleine Bändchen El Hacedor de girasoles (Schöpfer der Sonnenblumen), eine Hommage an Jorge Luis Borges, Hieronymus Bosch, Virginia Woolf und Vincent van Gogh.

## Werk
Die makabere Atmosphäre ihrer von Gewalt und Erotik geprägten Texte sowie deren fragmentarische Struktur und hochgradige Intertextualität machen Somers’ Werk zu einer schwierigen Lektüre, die sich in keine der gängigen Strömungen einordnen lässt; folglich wird sie auch häufig als „Steppenwolf“ der uruguayischen Literatur bezeichnet. Ihre Schreibweise ist subversiv, innovativ, enthält aber zugleich auch archetypisch-allegorische Elemente wie Anspielungen auf die Bibel und traumhafte Elemente.

### Romane
- La mujer desnuda. Montevideo 1950
- De miedo en miedo. Montevideo 1965
- Un retrato para Dickens. Montevideo 1969
- Sólo los elefantes encuentran mandrágora. Buenos Aires 1986

### Erzählungen; Novellen und Kurzgeschichten
- El derrumbamiento. Montevideo 1953
- La calle del viento Norte y otros cuentos. Montevideo 1963
- Todos los cuentos, 1953–1967. Montevideo 1967 (2 Bde.)
- Muerte por alacrán. Buenos Aires 1978
- Tríptico darwiniano. Montevideo 1982
- Viaje al corazón del día. Montevideo 1986
- La rebelión de la flor. Montevideo 1988
- El hacedor de girasoles. Montevideo 1994.

### Deutsche Übersetzungen
- Die Beerdigung, übers. v. José A. Friedl Zapata, in: Uruguay in Erzählungen der besten zeitgenössischen Autoren. Stuttgart: Horst Erdmann Verlag, 1971.
- Warten auf Polidoro, übers. v. René Strien, in: Strausfeld, Michi (Hg.), Der rote Mond. Phantastische Erzählungen vom Río de la Plata. Frankfurt a. M.: Suhrkamp, 1989, S. 251–256 (= Phantastische Bibliothek, 213).

## Sekundärliteratur

### Bücher
- Cosse, Rómulo. (Hg.): Armonía Somers, papeles críticos. Montevideo: Librería Linardi y Risso, 1990
- Pfeiffer, Erna: Territorium Frau: Körpererfahrung als Erkenntnisprozess in Texten zeitgenössischer lateinamerikanischer Autorinnen. Frankfurt a. M.: Vervuert, 1998. ISBN 3-89354-098-9
- Rodríguez-Villamil, Ana María: Elementos fantásticos en la narrativa de Armonía Somers, Montevideo:Ediciones de la Banda Oriental 1990 (=Ediciones de la Banda Oriental, 142).

### Artikel (chronologisch)
- Rama, Ángel: La insólita literatura de Somers: La fascinación del horror. In: Marcha 1118 (1963)
- Fressia, A./García Rey, José Manuel: Maldición y Exorcismo. Veintiuna preguntas a Armonía Somers. In: Sintaxis 2 (1976), S. 21–28
- Picon Garfield, Evelyn: „Yo soplo desde el páramo“. La muerte en los cuentos de Armonía Somers. In: Texto Crítico 3, 6 (1977), S. 113–125
- García Rey, José Manuel: Armonía Somers: sondeo intuitivo y visceral del mundo. In: Cuadernos Hispanoamericanos 415 (1985), S. 101–104
- Picón Garfield, Evelyn: Armonía Somers. In: dies.: Women’s Voices from Latin America. Interviews with Six Contemporary Authors. Detroit 1985, S. 29–51
- Campodónico, Miguel Ángel: Homenaje a Armonía Somers. In: Revista de la Biblioteca Nacional (Montevideo) 24 (1986), S. 45–61
- Araújo, Helena (1989), Armonía Somers. El derrumbamiento. In: dies., La Scherezada Criolla. Ensayos sobre Escritura Femenina Latinoamericana. Bogotá: Universidad Nacional de Colombia, S. 75–81
- Varderi, Alejandro (1991), Armonía Somers: De la mujer y del amor, lo grotesco. In: Monographic Review/Revista Monografica (Odessa, TX), No. 7, S. 227–35
- Agosín, Marjorie (1992), La mujer desnuda o el viaje decapitado: Un texto de Armonía Somers. In: Revista Interamericana de Bibliografía (Washington), V. 42, No. 4, S. 585–589
- Biron, R.E.: Armonia Somers 'El despojo': Masculine Subjectivity and Fantasies of Domination. In: Latin American Literary Review 21,42 (1993), S. 7–20
- Zanetti, Susana: La dorada garra de la lectura en 'Sólo los elefantes encuentran mandrágora' de Armonía Somers. In: Lateinamerika-Studien: Culturas del Río de la Plata (1973–1995). Frankfurt am Main, 1995, Bd. 36, S. 453–464. Pérez de Medina, Elena: Sobre Armonía Somers. In: Noé Jitrik (Hg.): Atípicos en la literatura latinoamericana Buenos Aires, Oficina de Publicaciones, Ciclo Básico Común, 1997, S. 27–35
- Zanetti, Susana: Literatura y enfermedad en 'Sólo los elefantes encuentran mandrágora' de Armonía Somers. In: Noé Jitrik (Hg.): Atípicos en la literatura latinoamericana. Buenos Aires, Oficina de Publicaciones, Ciclo Básico Común, 1997 S. 47–56
- Olivera-Williams, María Rosa: Entre el y ella : J. C. Onetti y Armonía Somers desde sus cuentos. In: Revista de crítica literaria latinoamericana. Lima 1997, Año 23, Nr. 46, S. 211–224
- Alejandra M. Mailhe: El cuerpo como espacio de subversión fantástica en 'Solo los elefantes encuentran mandrágora' de Armonía Somers. In: Mora: revista del Instituto Interdisciplinario de Estudios de Género. Buenos Aires, 2000, Nr. 6, S. 120–126
- Montoro Martínez, Noelia: La mujer desnuda: metamorfosis por decapitación. In: Anales de Literatura Hispanoamericana 34 (2005), S. 217–234.